# Christoph Marik
Christoph Marik (* 12. November 1977 in Wiener Neustadt) ist ein österreichischer Degenfechter und Fußballschiedsrichter.

## Karriere
Christoph Marik begann seine Sportlerkarriere mit Schwimmen und Modernem Fünfkampf. Er feierte große sportliche Erfolge im Degenfechten. Er qualifizierte sich für die Olympischen Spiele des Jahres 2000 in Sydney, wo er zweiten Runde gegen den damals zweifachen Weltmeister und früheren Olympiasieger Eric Srecki ausschied. Im Teambewerb erreichten die Österreicher Rang 10. Im Jahr 2004 nahm er an den Olympischen Spielen in Athen teil, wo er den 17. Rang erreichte. Seit 2008 ist er beim ÖFB eingetragener Fußballschiedsrichter. Marik studierte Rechtswissenschaften an der Juridischen Fakultät der Universität Wien und schloss das Studium 2007 als Magister ab. Er betreibt in Wien eine Rechtsanwaltskanzlei.

## Sportliche Erfolge
- Bronze Fechteuropameisterschaften 2000
- Fechteuropameister 2004[1]
- Gesamtweltcupsieger 2002/2003
- Olympiateilnehmer in Sydney 2000 und Athen 2004[1][3]
- Studentenweltmeister 2005
- Staatsmeister (sechsmal)

## Auszeichnungen (Auszug)
- 2004: Goldenes Ehrenzeichen für Verdienste um die Republik Österreich